# Collège royal de chirurgie
Le Collège royal de chirurgie d'Angleterre (The Royal College of Surgeons of England) est un ordre professionnel indépendant destiné à promouvoir et à faire avancer les standards des soins aux patients en chirurgie et incluant l'odontologie, en Angleterre et au Pays de Galles. Le collège est situé à Lincoln's Inn Fields, le plus grand square de Londres.

## Histoire
La Compagnie des Chirurgiens (Company of Surgeons) naît de la scission d'avec la profession des barbiers en 1745, les barbiers-chirurgiens étant une seule et même profession depuis 1540.